# لا تروبيكال أميسا بونغو
لا تروبيكال أميسا بونغو (بالفرنسية: La Tropicale Amissa Bongo )‏ هو سباق دراجات هوائية،  من صنف 2.1 ‏،  يُقام في يناير من كل عام،  وقد أُقيم أول موسم منه في 2006 في الغابون.

## قائمة الفائزين
| السنة | الفائز | الثاني | الثالث |
| ----- | ------ | ------ | ------ |

### 2000 إلى الوقت الحاضر
| السنة | الفائز            | الثاني                | الثالث              |                 |
| ----- | ----------------- | --------------------- | ------------------- | --------------- |
| 2006  | Jussi Veikkanen ‏  | Frédéric Guesdon ‏     | Evgeny Sokolov ‏     |                 |
| 2007  | Frédéric Guesdon ‏ | بيير رولان            | Jussi Veikkanen ‏    |                 |
| 2008  | ليليان جيجو       | Yann Pivois ‏          | Rony Martias ‏       |                 |
| 2009  | ماثيو لاداجنوس    | فيليبي كاردوسو        | بيير رولان          |                 |
| 2010  | Anthony Charteau ‏ | Ian McLeod (cyclist) ‏ | Julien Loubet ‏      |                 |
| 2011  | Anthony Charteau ‏ | Andy Cappelle ‏        | عادل جلول           |                 |
| 2012  | Anthony Charteau ‏ | Meron Russom ‏         | عادل جلول           |                 |
| 2013  | يوهان جين         | سفيان هدي             | Gaëtan Bille ‏       |                 |
| 2014  | ناتنايل بيرهانه   | لويس ليون سانشيز      | Egoitz García ‏      |                 |
| 2015  | رافع الشتيوي      | Giovanni Bernaudeau ‏  | عبد القادر بلمختار  |                 |
| 2016  | أدريان بيتي       | Andrea Palini ‏        | أنتوني ديلابلاسي    |                 |
| 2017  | يوهان جين         | Tesfom Okubamariam ‏   | نيكوديموس هولر      |                 |
| 2018  | Joseph Areruya ‏   | نيكوديموس هولر        | داميان جودين        |                 |
| 2019  | نيكولو بونيفازيو  | لورينزو مانزين        | أندريه جريبيل       |                 |
| 2020  | Jordan Levasseur ‏ | Natnael Tesfatsion ‏   | ايمانويل مورين      |                 |
| 2021  | تم إلغاء السباق   | تم إلغاء السباق       | تم إلغاء السباق     | تم إلغاء السباق |
| 2022  | تم إلغاء السباق   | تم إلغاء السباق       | تم إلغاء السباق     | تم إلغاء السباق |
| 2023  | Geoffrey Soupe ‏   | حمزة عماري ‏           | Christopher Lagane ‏ |                 |

## وصلات خارجية
- الموقع الرسمي